# Natalia Barbu
Natalia Barbu (Bălți, 22 de Agosto de 1979) é um cantora moldava. Representou a Moldávia no Festival Eurovisão da Canção em 2007 com a canção «Fight», obtendo a 10.ª posição na final. Representou novamente o seu país no mesmo festival em 2024 com a canção "In the Middle".

## Carreira musical
Ao longo da sua carreira, Natalia tem trabalhado com um grupo de músicos chamado Trigon numa experiência alternativa de jazz-folk. Ela escreve as suas próprias letras, compõe a música para a maioria das suas canções e colabora nos arranjos com a sua equipa.
Em 2006, Natalia Barbu assinou um contrato de três anos com a Cat Music Records (Sony Music), com sede em Bucareste. O seu principal sucesso foi o lançamento do single "Îngerul meu" (em português: "Meu anjo") na Roménia. A canção permaneceu no Top 100 romeno durante 11 semanas, em primeiro lugar, e foi muito apresentada na MTV Roménia.
A 14 de Dezembro de 2006, Natalia foi selecionada para representar a Moldávia no Festival Eurovisão da Canção de 2007 com a canção "Fight". No concurso, qualificou-se na semifinal a 10 de Maio de 2007 e ficou em 10.º lugar na final a 12 de Maio de 2007, com 109 pontos.
Em 2012 começou a colaborar com o produtor musical Radu Sirbu e a compositora Ana Sirbu (Sianna) sob a etiqueta Rassada Music. No final do verão daquele ano, Natalia estreou a sua nova faixa intitulada "I Said It's Sad", que diz ser uma grande mudança de estilo para ela. A nova canção alcançou a primeira posição no Top 10 do Airplay da Moldávia. Mais tarde, em 2012, lançou as músicas "Iubire Cu Aroma De Cafea" e "Confession", que participou na seleção nacional romena para o Festival Eurovisão da Canção de 2013.
Natalia foi selecionada para participar na Etapa națională de 2024, a final nacional da Moldávia para o Festival Eurovisão da Canção 2024, com a canção "In the Middle". Ela ficou em primeiro lugar na rodada de audição a 13 de Janeiro de 2024 e se classificou para a final. Aí, foi selecionada como a participante moldava para o festival.

## Vida pessoal
Em 2011, Natalia Barbu casou com um milionário romeno e vive atualmente com ele na Roménia.

## Discografia
- Între ieri și azi (Entre ontem e hoje) (2001)
- Zbor de dor (2003)
- Interpreta Natalia Barbu (2009)
- La capatul cerului (2021)